# Mycetophila anhangaensis
Mycetophila anhangaensis är en tvåvingeart som beskrevs av Lane 1961. Mycetophila anhangaensis ingår i släktet Mycetophila och familjen svampmyggor. Inga underarter finns listade i Catalogue of Life.